# Perusahaan Listrik Negara
Perusahaan Listrik Negara (PLN (Persero)) is het nationale elektriciteitsbedrijf van de Zuidoost-Aziatische eilandrepubliek Indonesië.

## Geschiedenis
Het verhaal van de PLN begint op het einde van de 19e eeuw, toen enkele Nederlandse bedrijven voor zichzelf een elektriciteitsgenerator plaatsten. Het energiebedrijf dat hieruit ontstond, werd vergroot tot het overheidsbedrijf NV.NIGM (voorheen uitsluitend van gas bekend). In de Tweede Wereldoorlog controleerden de Japanners de installaties. Na de Indonesische onafhankelijkheid in augustus 1945 nam de Indonesische jeugd in september de controle over, en gaf het bedrijf door aan de overheid. Op 27 oktober stichtte president Soekarno de Jawatan Listrik dan Gas ("Bureau voor Elektriciteit en Gas" (BEG)).
Per 1 januari 1961 werd de naam van het BEG veranderd in Badan Pimpinan Umum Perusahaan Listrik Negara (BPU-PLN), dat zich nuttig zou maken op gebied van elektriciteit, gas en kokas (d.i. een brandstoftype afgeleid van de overblijfselen van kolen). 
Precies vier jaar later werd het bedrijf gesloten en werden twee nieuwe overheidsbedrijven opgericht, t.w. de Perusahaan Listrik Negara (elektrische energie) en de Perusahaan Gas Negara (PGN; gas). 
In 1972 stelde de Indonesische overheid de status van de PLN vast als Perusahaan Umum Listrik Negara (PLN). In 1990 stelde ze, n.a.v. de Peraturan Pemerintah No. 17-voorschriften, de PLN aan als eigenaar van alle zaken m.b.t. elektrische energie. 
Twee jaar later gaf de overheid de private sector de kans te handelen in de elektrische energie-sector. In lijn met dat beleid veranderde de PLN in juni 1994 zijn status van Perusahaan Umum naar Perusahaan Perseroan (Persero).   